# Klabund

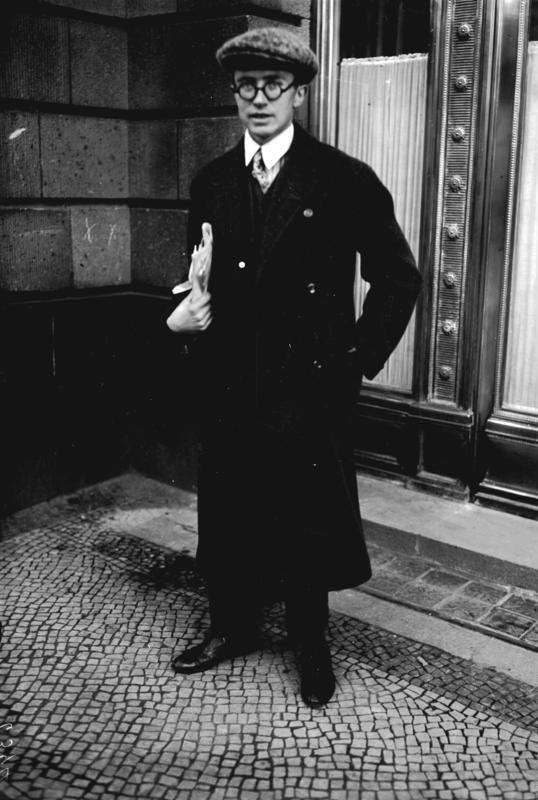
Klabund

Klabund, författarpseudonym för Alfred Henschke, född 4 november 1890 i Crossen an der Oder, död 14 augusti 1928 i Davos, var en tysk författare av satiriska visor för kabaretscener, erotiska noveller, poesi, romaner av såväl samtida som historisk art, samt dramatiska verk. Han är inte översatt till svenska (år 2020).

## Verksamhet
Klabund debuterade som lyriker i expressionistisk stil, med Morgenrot! Klabund! Die Tage dämmern! år 1913. Marietta (1920) beskrevs som en – 16-sidig – "kärleksroman" när den utgavs, men skulle också kunna gälla som en lång dikt. Den har nyckelkaraktär, eftersom den utgår från en högst levande konstnärsmodell, lyriker, danserska och musa åt många, nämligen Marietta di Monaco (1893–1981). Bland Klabunds historiska romaner märks Borgia, som kom postumt 1929. Världssuccé gjorde hans från franska översatta drama Der Kreidekreis ("Kritcirkeln", 1924) efter ett kinesiskt skådespel från 1300-talet av  Li Xingdao. Alexander von Zemlinsky skrev operan Der Kreidekreis efter dramat och Brecht utgick från Klabunds tyska version när han skrev Den kaukasiska kritcirkeln på 1940-talet. Klabund tolkade för övrigt Carl Michael Bellman till tyska. Bland övriga verk märks en tysk litteraturhistoria, Deutsche Literaturgeschichte (1919, 2:a upplagan bearbetad av L. Goldscheider 1930). Klabunds Gesammelte Werke utgavs i 6 band 1930. Åren 1933–1945, under den nationalsocialistiska eran, tillhörde Klabund landets brokiga skara av förbjudna författare.